# Jiří Rychnovský
Jiří Rychnovský, také Georgius Rychnovius, (asi 1540 Rychnov nad Kněžnou – 1615 nebo 1616 Chrudim) byl český renesanční skladatel vokální polyfonie.

## Život
Byl chrudimským měšťanem a rychtářem, a z pramenů je znám pod latinskou podobou svého jména jako Georgius Rychnovius.
Jiří Rychnovský byl představitel měšťanské kultury rudolfinské doby (spolu s dalšími skladateli, jako byli Ondřej Chrysoponus Jevíčský, Jan Trojan Turnovský, Jan Simonides Montanus, Jan Stephanides Pelhřimovský a další). Skládal na latinské i české texty pro potřeby české utrakvistické církve. Dochováno několik mší (např. Missa super Et valde mane) a motet (např. Znamenej křesťan věrný), zčásti kompletně, většinou se však zachovaly pouze některé hlasy. Jeho vyspělá polyfonie prozrazuje znalost evropských vzorů i snahu o vlastní projev.

## Dílo

### Kompletně dochovaná díla
- Missa super Maria Magdalenae
- Missa super Quem vidistis pastores
- Missa super Et valde mane
- Missa super Dum complerentur
- Proprium in Dedicatione Ecclesiae
- Proprium in Dominica Pentecostes
- Znamenej křesťan věrný – moteto
- Decantabat populus – píseň

### Torza či nedochovaná díla
Ostatní díla jsou dochována jen v některých hlasových knihách. U některých skladeb je těžké určit autorství a lze vycházet pouze z podrobných rozborů děl. Jsou mu připisována i další díla, u kterých je však Rychnovského autorství nepravděpodobné (např. je mu omylem v některých kancionálech připisováno Jevíčského moteto Et valde mane).